# Червоне і чорне
"Червоне і чорне" (фр. Le Rouge et le Noir) — роман французького письменника Стендаля, написаний у 1830 році. Іноді його ще називають хронікою XIX ст. У романі розкривається трагічна історія Жульєна Сореля, «в душі якого йде боротьба між природною шляхетністю й небезпечними примарами честолюбства». Показуючи життя героя, автор одночасно змальовує три соціальні шари французького суспільства після революції 1793 року: буржуазію, духовенство, дворянство.

## Сюжет
Роман складається з двох частин.
Умовно їх можна поділити на чотири періоди, чи дії.

### Вер'єр
Вер'єр — мальовниче, спокійне, провінційне французьке містечко регіону Франш-Конте. Його мер — пан Реналь, власник цвяхової фабрики — типовий портрет пихатого дворянина, який всіма правдами й неправдами здобув собі місце під сонцем і тепер щосили зберігає його. У Реналя є жінка і троє дітей.
Мер містечка конкурує зі своїм давнім суперником — багачем паном Валено, тому Реналь йому на заздрість хоче найняти своїм дітям гувернера. Він чує про Жюльєна Сореля — сина теслі, який чудово знає латину. Мер йде до його батька і «викупляє» його.
Жюльєн — біла ворона серед інших. Ще змалку він відрізнявся від братів крихкістю статури, він привчився ненавидіти всіх, для нього люди — це вороги, яких треба подолати назад в болото. Його єдиним спасінням були книжки, які йому залишив відставний лікар, який часто брав Жюльєна на цілі дні вивчати латину та історію. Лікар був палким бонапартистом, тому не дивно, що серед книжок Жюльєна, його улюбленою був «Меморіал Святої Єлени». Жюльєн жив мріями про військову кар'єру, йому марилися гучні кампанії, успіхи у світі… проте раптом він заявив, що збирається стати священником. З того дня він усюди носив з собою Біблію, яку, до речі, вивчив напам'ять.
Сорель потрапляє у дім пана Реналя і швидко здобуває блискучу репутацію. Молодий, двадцятирічний, з трохи жіночими рисами обличчя, він привертає до себе увагу пані Реналь. Не дивно, що честолюбний Жюльєн вирішує звабити її. Врешті це йому вдається. Пані Реналь, яка ніколи до цього не кохала, палко віддається пристрасті. Його роман з жінкою мера просочується у місто: починають надходити анонімні листи.
У Жюльєна є його єдиний друг — сільський підприємець Фуке, який торгує лісом. Він робить Жюльєну пропозицію стати компаньйоном, але той відмовляється.
Йому доводиться залишити Вер'єр, він їде у Безансон, у семінарію.

### Безансон

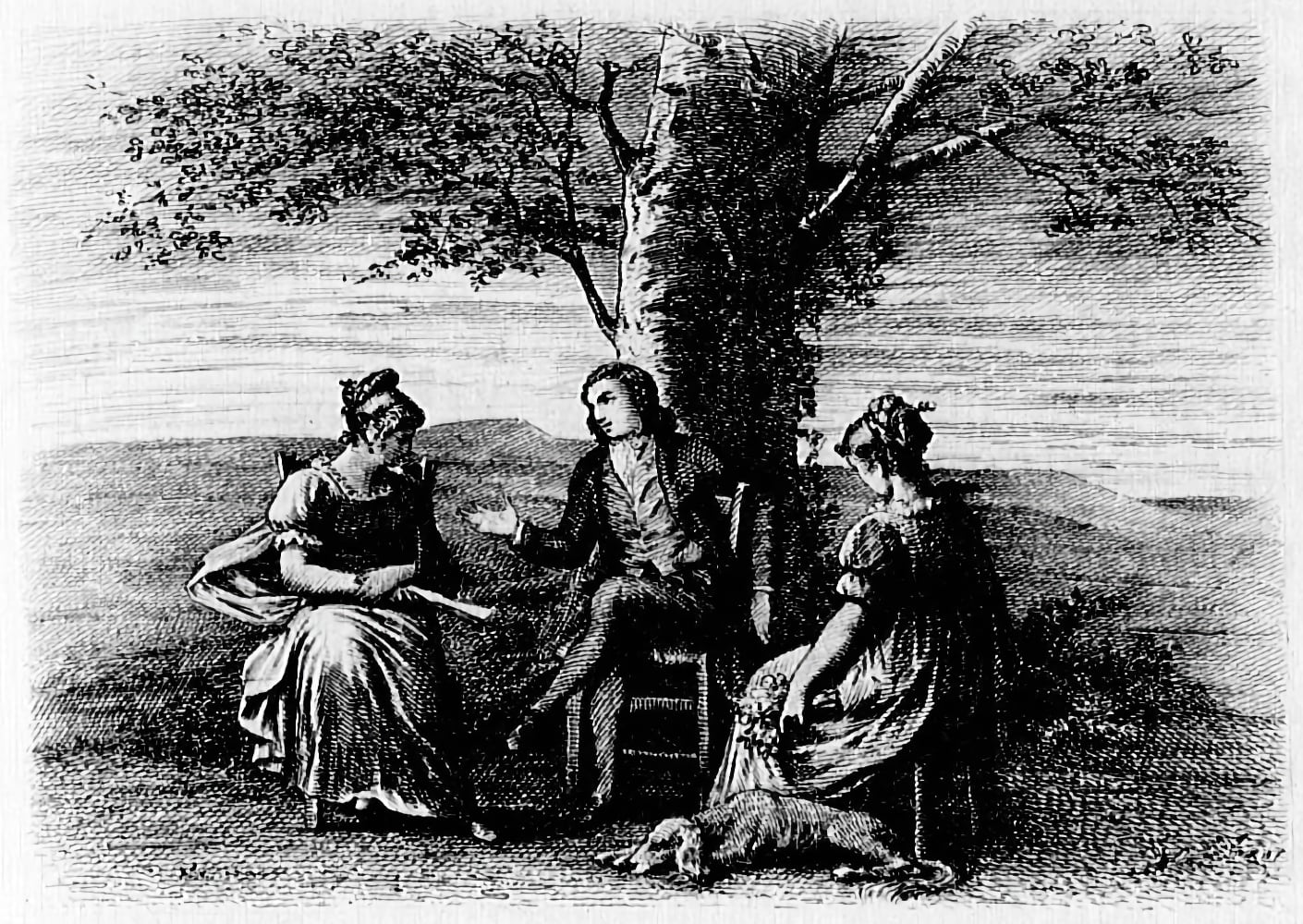
Ілюстрація з видання 1884 року

Жюльєн приїжджає у незнайоме місто. Він вже не думає про залишене кохання — попереду яскраве майбутнє, ціле нове місто. Він вступає до семінарії, ректором якої є суворий янсеніст абат Пірар. Абат бачить «священний вогонь» у юнакові. Тепер він — семінарист.
Проходять довгі, пекельні місяці. Жюльєн — чужак для інших; блискучі успіхи з усіх наук тільки віддаляють його від інших. Проте молодий семінарист і не бажає дружби — він бачить лише потвор, підлабузників. Він почуває себе вищим за всіх.
Сорель прив'язується до свого духівника, абата Пірара. Він — єдина чесна людина у семінарії, тому не дивно, що інші намагаються скинути його з посади.
Абат Пірар знайомий з маркізом де Ла-молем по одній судовій справі. Вони листуються і з часом стають друзями. Маркіз пропонує абату добру парафію біля Парижа. Пірар їде до міста поговорити з паном де Ла-молем. Виявляється, що тому потрібен секретар. Абат пропонує на це місце Жюльєна. Маркіз погоджується.
Але перед цим Сорелю треба побачитися зі своєю коханою — пані Реналь. Він їде до Вер'єра, вночі пробирається до її кімнати. Пані Реналь за минулі місяці вдарилась у релігію. Кохана Жюльєна впевнила себе, що скоїла страшний гріх і тепер повинна карати себе усе життя. Проте варто їй тільки побачити коханого і всі довгі місяці ніби забуті — вона знову з вже більшою пристрастю віддається коханню.
Жюльєн тікає з дому під пострілами рушниці, відчуваючи себе, як і його кохана, найщасливішою людиною на світі.
І так трапляється, що, пробувши усього лише десять місяців (замість трьох років), у семінарії, Жюльєн прямує до Парижа, міста нових здійснень, мрій і перемог, міста життя, серця Франції.

### Париж
Життя Жюльєна Сореля перевертається догори дриґом. Він — секретар в одному з найпрестижніших домів Парижа. Колишній семінарист знову заробляє собі гарну репутацію. Йому доводиться кожного вечора сидіти на прийомах у салоні маркіза. Проте світське життя, яке тільки й може проштовхнути його у вищій світ не вабить Жюльєна; він вищий від цього.
Маркіз де Ла-Моль — дивакуватий дворянин з благородним серцем. Він має неабиякий вплив у світі і в першу чергу це пояснюється його надзвичайним розумом, а потім вже походженням. Його недолік в тому, що він підкорюється своїм примхам. В нього є дружина та двоє дітей: донька та син — граф Норбер, юнак дев'ятнадцяти років, який хоробро воював в Іспанії.
З часом маркіз прив'язується до свого секретаря. Жюльєн справляється з роботою відмінно: справи маркіза в ідеальному порядку. Пан де Ла-Моль, як виявляється, ще й причетний до нових революціонерів. Маркіз довіряється Сорелю і бере його з собою на одне з засідань. Жюльєн виконує з честю ще й деякі небезпечні завдання.
А тим часом бурхливо розвивається нове кохання Жюльєна — мадемуазель де Ла-Моль. Це кохання виявляється зовсім не таким, як з пані Реналь. Сорель проходить через всі кола пекла, і зрештою домагається справжнього пристрасного кохання Матільди, доньки маркіза.
Звичайно, що шлюб такої високородної дами з буржуа, сином тесляра, неможливий, адже її батько планував її одруження з паном де Круазнуа, герцогом. Матільда слухати про це не хоче — сенс її життя тепер у коханні до Жюльєна. Маркіз дізнається про все, він у розпачі, проте його любов до доньки виявляється занадто сильною, і він дає свою згоду. Пан де Ла-Моль дарує закоханим землі, ренту, назначає Сореля поручником у гусарський полк… Матільда тим часом наполягає на одруженні. Жюльєн щасливий, він досяг своєї мети.
Все руйнується в один день. Пан де Ла-Моль отримує листа, де з усіма подробицями розповідається про пані Реналь і Жюльєна. Маркіз їде з Франції, так і не давши згоди бути присутнім при одруженні.
А Жюльєн Сорель, майже втративши розум, їде до Вер'єра, купує пістолети, та іде до церкви, де повинна бути пані Реналь. Опинившись поруч, він стріляє в неї. Тут він втрачає свідомість, проте так і не дізнається найгіршого (а може й найкращого для нього) — пані Реналь не вбита.

### В'язниця
Жюльєну загрожує страта, проте суд ще не відбувся. А поки він сидить у в'язниці у Вер'єрі. Згодом його переводять до фортеці Безансону. Там його навідують Матільда, Фуке. Вони роблять все для того, щоб запобігти смертній карі. Проте Жюльєн вже приготувався до смерті і не збирається тікати чи брехати на суді. Тільки тепер він розуміє, що єдине кохання в його житті — це пані Реналь, яку він убив. Жульєн дуже страждає від того, що вбив «святу людину». Але виявляється, що це не так — його кохана жива. Пані Реналь відвідує його й прощає йому його нерозважливий вчинок. Вони знову щасливі, і нічого більше їм не треба.
Проходить суд, на якому, незважаючи на обіцянки, Жюльєна засуджують до смерті, через гільйотинування. Пані Реналь змушує його подати апеляцію, проте вона не допомагає. Останні дні Жульєн проводить у казематі разом із коханою.
Він помирає у сонячний день, спокійно і з честю. Мадемуазель де Ла-Моль, на зразок Королеви Маргарити, забирає голову страченого коханого та власноруч закопує її.
А пані де Реналь помирає через три дні після страти, обіймаючи своїх дітей.

## Герої
Жюльєн Сорель — головний герой роману. Хоче бути єпископом, але жадає тільки одного — привілеїв, пов'язаних з цією посадою. Сам в Бога не вірить. Розумний, розважливий, затятий шанувальник Наполеона, хоче повторити його долю. Думає, що якби народився за часів Наполеона, то домігся б багато чого, а тепер доводиться лицемірити. Розуміє, що заради своїх цілей потрібно добре ставитися до людей, яких не любиш. Намагається лицемірити, але не завжди це виходить. Дуже емоційний, пихатий, женеться за становищем в суспільстві. Запальний. Хоробрий. Іноді його почуття переважають над розумом.
Пані де Реналь (Луїза де Реналь) — дружина мера міста Верьера Пана де Реналя. 30 років. Щира, простодушна, наївна., вона — втілення природності та легкості.
Матильда де Ла-Моль — 19 років, різка, емоційна, іронічна до своїх знайомих. Поводиться як дитина. Потихеньку читає книги батька (Вольтер, Руссо). І чим більше там протесту сучасності, тим цікавіше їй здається життя, не завжди здатна зрозуміти свої почуття, здатна на кохання.
Абат Пірар — Сорель зустрічається з ним в семінарії. Абат має симпатії до розумного учня, але намагається це не виявляти. Вони схожі з Сорелем. Більшість їх не любить за розум, начитаність, протиставлення іншим семінаристам. Як і Жульєн, він цілеспрямований і розумний. Кожен готовий донести на них при першій слушній нагоді. В результаті абата виганяють з семінарії. Перейти в інше місце йому допомагає пан де Ла-Моль.
Пан де Ла-Моль — бере участь в таємних зборах, схожий на ультрароялістів 1820-х. Має велику бібліотеку. Добре ставиться до Жульєна з самого початку, не відкидає його походження. Цінує його за роботу, допомогу у кримінальних справах. Проявляє совісність, об'єктивність. Відразу повірив в негативну характеристику Сореля. Вдячний абату за допомогу.
Пан де Реналь — Мер міста Вер'єра. Запрошує гувернера для того, щоб похвалитися перед Вально. Вально сам потім стає мером. Обидва турбуються про те, що про них подумають інші. Гонорові, багаті нечесними грошима, часом лицемірні. Доброзичливо розмовляють один з одним, але за очі будують підступи.

## Фабула твору
Головною ідеєю, після подій Бурбонської реставрації, є лицемірство. Ця проблема є вічною — потреба поводитись так, чи інакше, щоб здобути місце у світі. Потреба грати якусь роль. Кульмінацією лицемірства стають, м'яко кажучи, ненормальні стосунки Жюльєна та Матільди — Жюльєн, усвідомлюючи, що робить, змушував себе не показувати кохання; так він і змушував його показувати. Врешті, це так подіяло на його серце, що стало незрозуміло — де правда, справжнє кохання, а де лицемірство, його амбіції.

## Деякі факти
- Попри те, що, у зверненні до читачів Стендаль пише, що цей роман написаний у 1827 році, це не відповідає дійсності. У романі згадуються події 1829 і першої половини 1830 років.
- Безпосереднім джерелом роману був процес над Антуаном Берте (Antoine Berthet).
- Багато сцен написано під власним враженням — наприклад, цвяхова фабрика. Деякі любовні сцени — власний досвід письменника.
- До кожного розділу книги є епіграф. Проте більшість з них підписані фальшивими іменами (окрім Шекспіра, Байрона та деяких стародавніх поетів). Усе інше придумав сам Стендаль. Епіграфи визначають характер розділу, його проблематику.
- Достеменно невідомо чому Стендаль обрав саме таку назву роману[1].

## Переклад українською
Українською мовою роман переклала Єлизавета Старинкевич.

## Екранізації
Екранізації роману:
- 1954 -  Франція, "Червоне і чорне", режисер Клод Отан-Лара, в ролі Жул'єна Сореля - Жерар Філіп.
- 1976 - Радянський Союз, "Червоне і чорне", режисер Сергій Герасимов;
- 1993 - Велика Британія "Червоне і чорне", режисер Бен Болт;
- 1997 - Франція, Італія, Німеччина, "Червоне і чорне", режисер Жан-Даніель Вераж;
- американська (артхаус) (1999).